# Maria Reining
Maria Reining   (Viena, 7 d'agost de 1903 - Deggendorf, 11 de març de 1991)

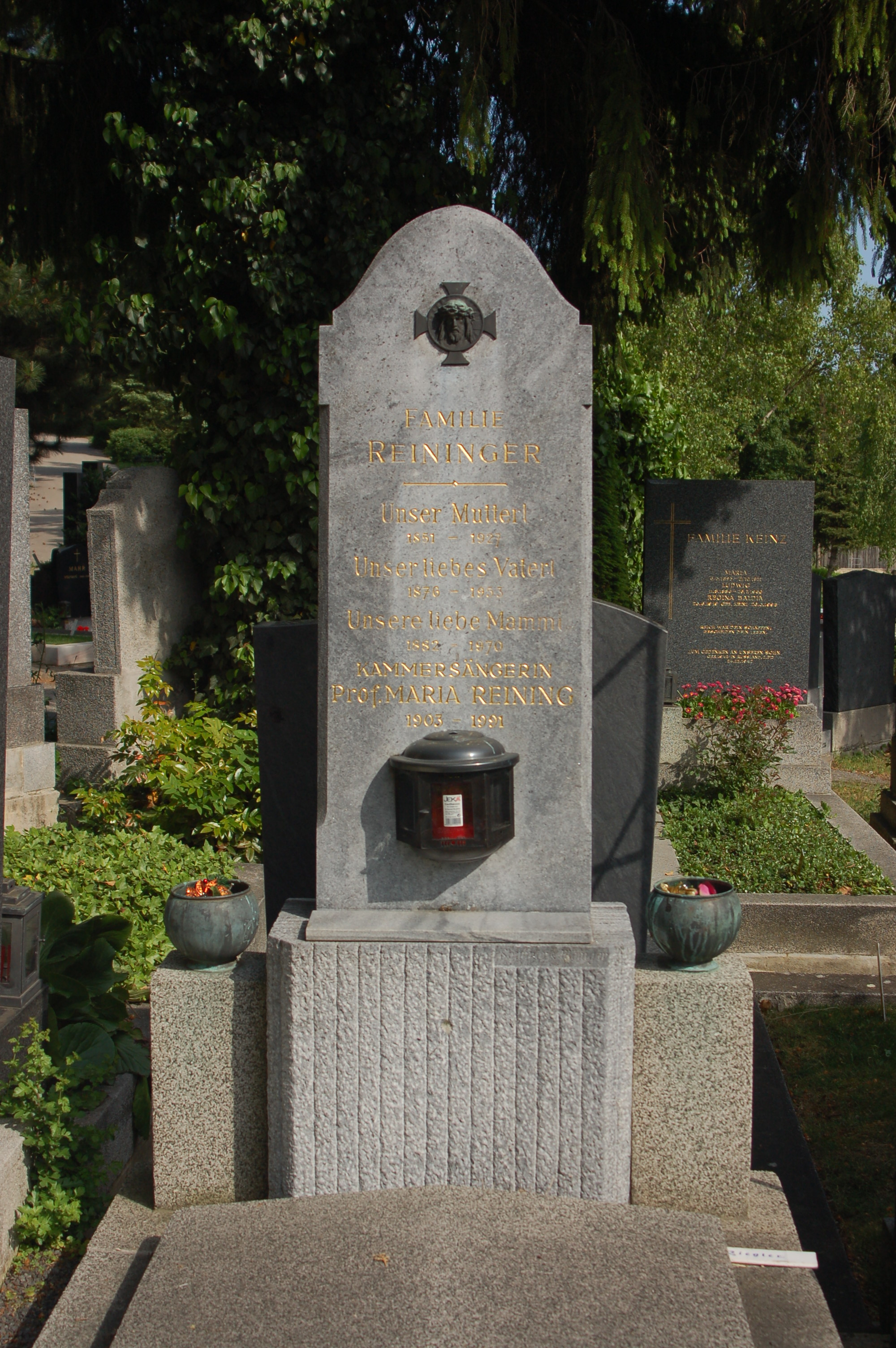
Tomba de Maria Reining.

va ser una soprano austríaca, guardonada amb el títol de Kammersängerin.
Al principi, Reining va treballar com empleada en un banc vienès i no va començar la seva carrera cantant fins als 28 anys, quan va començar a cantar a l'Òpera Estatal de Viena, principalment en papers de soubrette. Dos anys més tard, es va traslladar a Darmstadt, després a l'Òpera Estatal de Múnic, on va debutar com Elsa a Lohengrin, amb Hans Knappertsbusch. El 1937 va seguir Knappertsbusch fins a l'Òpera Estatal de Viena, on va tornar a cantar Elsa.
Reining va ser membre del conjunt de l'Òpera Estatal de Viena entre 1931 i 1933 i de nou entre 1937 i 1957. Entre 1937 i 1941, va cantar al Festival de Salzburg amb gran èxit, dirigida, entre d'altres, per Arturo Toscanini.
Va cantar sobretot papers de Mozart, Wagner i Richard Strauss. Com a convidada, va aparèixer als principals teatres d'òpera europeus: entre d'altres, va cantar al Royal Opera House de Londres i a La Scala de Milà. Reining també va aparèixer com Ariadne i el Marschallin a l'Òpera de Nova York.
Reining va morir el 1991 a la ciutat de Deggendorf, a la Baixa Baviera, i va ser enterrada a Dornbach, a Viena.

## Gravacions
Hi ha diversos enregistraments de Reining: Arabella (Salzburg, 1947, sota Karl Böhm), Daphne (Viena, 1944, Böhm), Ariadna (Viena, 1944, Böhm), Eva a Die Meistersinger (Viena, 1937, Toscanini), Marschallin a Der Rosenkavalier (Salzburg, 1949, George Szell; Salzburg, 1953, Clemens Krauss; Viena, 1954 (Studio), Erich Kleiber; Viena, 1955, Knappertsbusch) són tots en disc.
Reining també va gravar l'última escena de Die Walküre Acte 1 amb Max Lorenz com a Siegmund a Berlín el 1941 per a Deutsche Schallplatten, dirigida per Artur Rother: un relat trepidant ple d'energia i passió i amb una dicció impecable de tots dos cantants. Reining va gravar diverses cançons de Richard Strauss amb el compositor al piano a Viena durant 1942, incloent Zueignung, Traum durch die Dämmerung i Cäcilie.

## Filmografia seleccionada
- Vienna Blood (1942)